# 京密引水渠
40°11′08″N 116°28′35″E / 40.1856488°N 116.4765037°E

京密引水渠，简称京引，是一条位于中华人民共和国北京市境内的引水渠，全长112.7千米，始建于1960年，一期工程于1961年建设完成，二期工程则在1966年完工，其工程总目标为引密云水库拦蓄的潮白河河水进入北京市区。京密引水渠是北京市最主要的供水线路，所以有“北京市民日常饮用的三杯水中，就有两杯是通过京密引水渠输送”这样的说法。

## 流经地
京密引水渠源自密云水库的白河主坝，流经怀柔水库、颐和园昆明湖，最后在滨角汇入永定河引水渠，其中自昆明湖至滨角段与滨角至玉渊潭的永定河引水渠称为昆玉河。京密引水渠共流经北京市的5个区县，依次是密云区、怀柔区、顺义区、昌平区和海淀区。

## 简史
京密引水渠于1960年开始动工挖掘，自1961年起正式向北京城区输送淡水，1966年开始第二期的挖掘工程。1989年，京密引水渠开始在冬季向北京城区输送淡水，使之从季节性输水的引水渠变为全年无休输水的引水渠。由于京密引水渠年久失修，并且持续进行超负荷的输水任务，在2005年，政府对京密引水渠进行了大面积的维修，主要工作为硬化渠道和去除淤泥。2009年，趁官厅水库在秋季水质最好的时候，停止京密引水渠的输送工作，并在50天内对引水渠进行改造工程。

## 一期工程

### 规划
1958年，北京市市委令市政设计院开始着手设计引密云水库水进入北京市区的京密运河方案。起初这个方案的主要目标有三：第一，为满足北京市生活、工业及农业用水需求；其二，为京津运河提供水源；第三，利用人工水道提供北京市区与郊区间的航运能力；第四，在运河中修筑水电站，利用水流发电；第五，连接玉渊潭、昆明湖、十三陵水库、密云水库、小汤山温泉等风景区，利用运河使这些风景区形成一个旅游风景带，带动旅游发展。

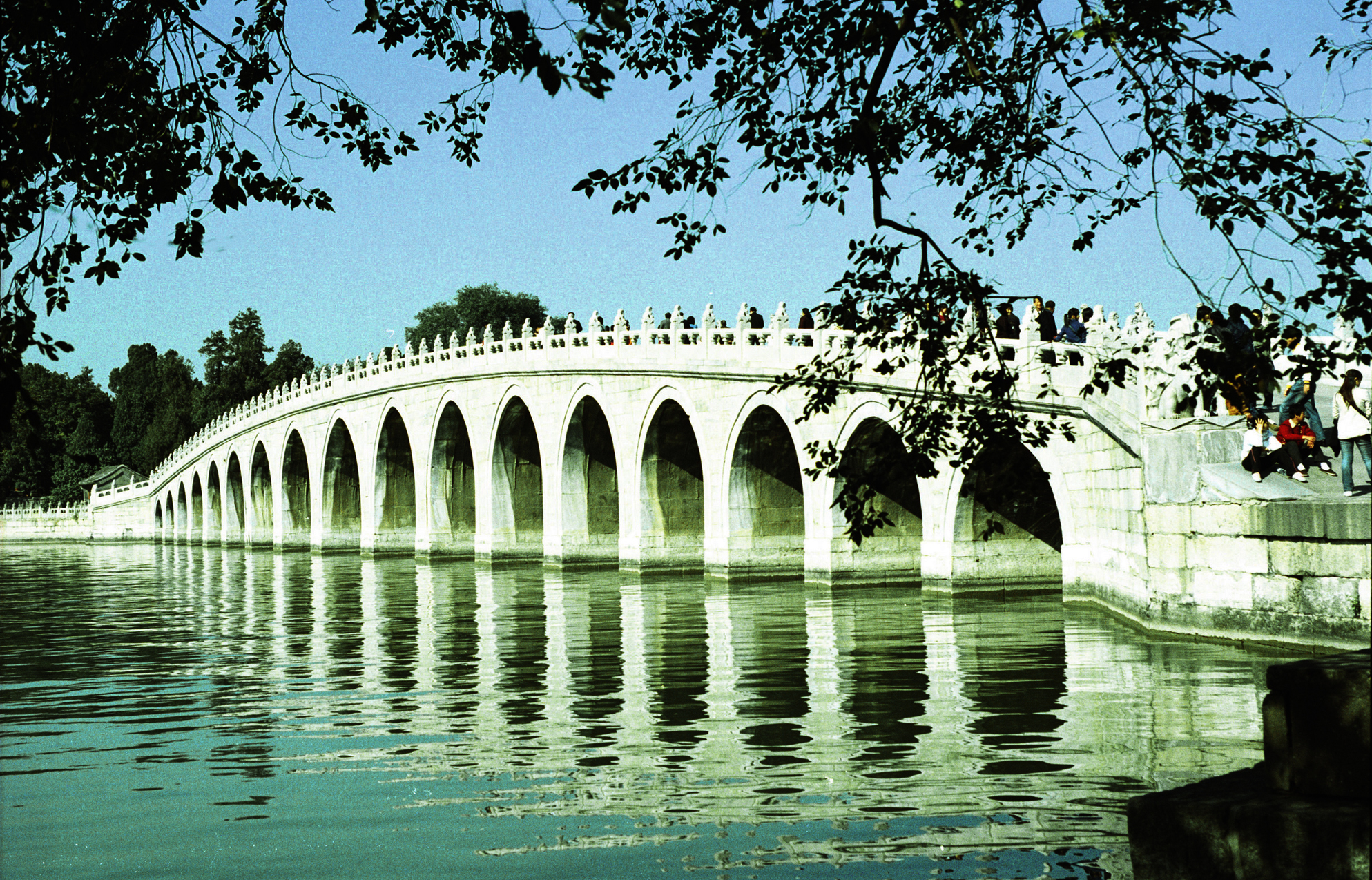
昆明湖湖景。

同年下半年，市政设计院开始组织工作人员开始规划，并向北京市市委提出一个方案。这个方案为此运河以密云水库调节池为起点，经时密云区韩各庄船闸流向西南，过怀柔水库后，行至西崔村，并流经温榆河各支流，之后，从昆明湖汇出，流向玉渊潭上游的罗道庄，最后与永定河引水渠会合，流入西便门护城河；流入护城河后，运河将会分为两部分，其一流向前三门护城河，另一支流入南护城河，经龙潭湖至通县马驹桥，并与同在规划中的京津运河汇流。除此之外，设计人员还规划了一条支流，这条支流始于昌平县（今昌平区）小辛峰，流经沙河水库、清河镇、东直门，流入东护城河。
为了实现航运功能，方案中规划在密云水库北白岩副坝下修建升船机，使游轮可驶入水库内。运河流经的昆明湖段以上、龙潭湖段以下被设计为郊区航运段，实施中国国家三级运河标准，设计可通过最大1000吨的驳船或双层客轮；而昆明湖段至龙潭湖段之间则被设计为城区运河段，实施国家五级标准，即可通行最大500吨的驳船或单层客轮。根据当时北京市生活、工业、农业用水需求，运河的流量被设计成100立方米每秒。郊区段宽60米、深3米；城区段宽40米、深2.5米。工程总土方量达8000万立方米。

### 设计
北京市市委批准方案后，市政设计院开始着手设计引水工程，并任命时任副总工程师的黄震东为该工程设计负责人。首期工程从密云水库调节池龚庄子村起，至昌平县西崔村止，总长约53公里。

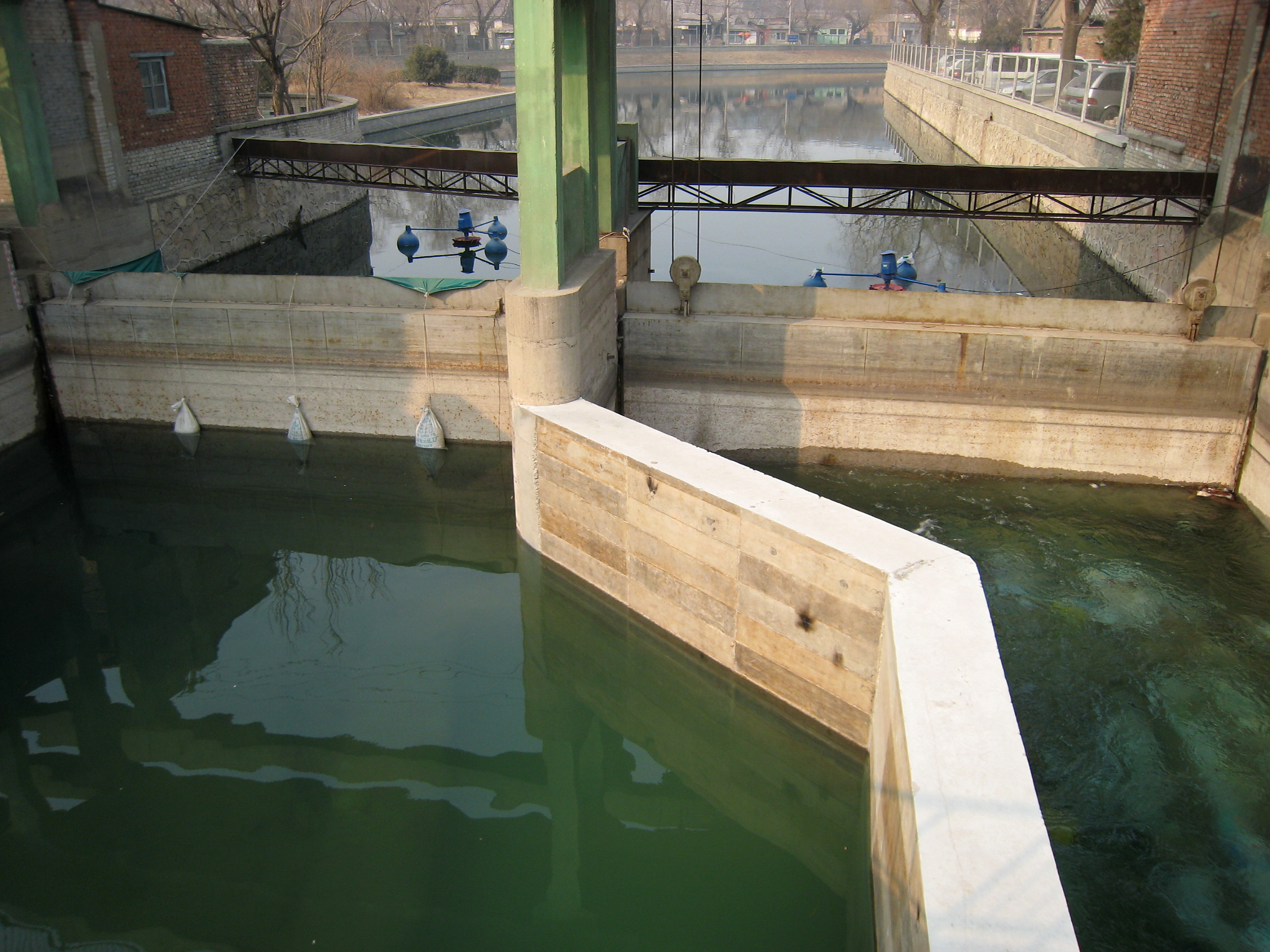
京密引水渠入昆明湖水闸，位于颐和园北。

一期设计工程共分四段，首段为龚庄子进水闸至怀柔水库段，此段长约25千米，其工程主要为扩建已有的白河灌渠，设计流量每秒40立方米，渠道底宽8米，设计水深2.84米至2.97米。此段首13千米以砂砾石为底，为了防止水资源渗漏，设计使用粘土衬砌。此段原设计需要通过怀柔水库的输水隧洞，但此隧洞的设计流量仅为每秒20立方米，不能满足京密引水渠的要求，于是设计组决定在风山另开出口，新建流量每秒40立方米的新渠道。第二段从西台下起，至李史山节制闸，也是利用已有白河灌渠，辅以扩建。此段设计河道底宽10米，设计流量每秒60立方米，水深3.1米。第三段从李史山起，至西崔村涵洞，长21.2千米，设计渠底宽20米、水深3米、设计流量每秒30立方米。第四段以西崔村为起点，至东便门为止，设计长度37公里、渠底宽20米、流量每秒30立方米，但并没有在一期工程中施工。
京密引水渠的渠首被定在密云水库白河主坝下游5公里处的龚庄子村，此渠首设计有调节池拦河坝、泄洪闸，除此之外，还配备引渠进水闸、船闸及水电站。其中拦河坝和泄洪闸在密云水库的建设中已经建设完成，而船闸及水电站则预留出位置，不在一期工程中建设。所以一期工程仅剩引渠进水闸需要修建。此进水闸为两孔式，拥有2.5米×4.0米的平板钢闸门，从闸底算，总高86米，设计流量可达每秒40立方米，后改为每秒50立方米，并预留出每秒100立方米的能力，以防出现事故。
在设计方案中，设计人员在风山口处设计了出水闸，在李史山设计了节制闸，并打算扩建怀柔水库的进水闸。风山口出水闸设计流量每秒40立方米，建成后可允许最大100吨的船只进入怀柔水库。闸底高程54.5米，闸顶高程63.0米，闸室长20米，通航水位59.2米通，通航净空3.8米。李史山节制闸设计流量每秒20立方米，此闸作为分水闸的作用。扩建后的怀柔水库进水闸将由两孔式升级为四孔式，并拥有2.3米×3.0米的平板钢闸门。为了防止洪水事故的发生，在雁栖湖和桃峪口设计了两座泄洪闸。雁栖湖泄洪闸位于北台上水库坝下1公里处，京密引水渠在此处与山洪沟平交，便设计在渠道的左岸设置泄洪闸。此泄洪闸为两孔，孔宽6米，闸底高程57.0米，6米×5米弧型钢闸门，设计流量每秒155立方米，校对后改为每秒231立方米。桃峪口泄洪闸设计为3孔式，孔宽6米，闸底高程47.82米，6米×5米弧型钢闸门，设计流量每秒239立方米，校对后改为每秒388立方米。
为了实现京密引水渠部分段落从路面或河沟下穿过，设计方案中为引水渠设计了一座倒虹吸。此倒虹吸位于龚庄子进水闸下游12.3公里处，因处于沙河，故名为“沙河倒虹吸”。这座倒虹吸为双孔式，由3米×3米的钢筋混凝土为主结构，总长131米，设计流量每秒40立方米，流速每秒2.5米。由于部分渠道落差过大，设计人员在龚庄子进水闸至沙河倒虹吸之间9公里的渠道上设计了6座跌水。此6座跌水落差在2.25米至5.65米之间，每座跌水设一个宽3米的两孔闸，并在一些落差较大的跌水上预留出水电站的位置。设计方案中，凡是引水渠流经泥沙较多或流域面积达10平方公里至50平方公里的山洪沟，均在此设立涵洞，京密引水渠全渠共设计了25座涵洞。涵洞断面为四孔式至八孔式，在山沟无水时，涵洞可允许汽车通过。为了防止渠道水位过高造成漫堤事故，设计人员在怀柔水库进水闸上游2公里处设计了一座侧堰。侧堰位于引水渠左岸，渠底高程56.95米，堰顶高程59.65米。堰顶设13个1.5米×1.2米的泄水闸，采用叠梁闸板。

### 施工
1960年10月14日，北京市市委召开了“关于京引工程筹建”的会议，时任北京市副市长的冯基平主持了此次会议。会议决定成立“京引工程修建总指挥部”，并任命原密云水库修建总指挥部总指挥为京密引水渠工程的总指挥。工程分为四段进行分别施工，并下设密云区指挥部、怀柔县指挥部、昌平县指挥部和朝阳区指挥部。1960年正值中国三年困难时期，故指挥部决议不动员农民参加此次工程，改为抽调城市基础建设、水电工程及商业系统的职工约5万人参与此次的建设。除此之外，再从党政机关、学校抽调5千人，并招收一些农民工支援建设。这些建设者于10月下旬陆续抵达施工地点，在11月上旬正式开工。大部分建设者都被安排在首段，即西崔村以上河段。西崔村以下则只安排部分建筑物的施工。1961年4月，首段渠道工程正式完成。
1961年3月，官厅水库的蓄水量比政府预计的要多，这暂时缓解了北京市全市的用水困难。北京市市委又考虑到施工人员已经连续施工5个月，便决定从西崔村以下的引水渠工程全部停止，而西崔村以上的工程则被称作京密引水渠一期工程。一期工程历时5个月，完成土石方632万立方米，修筑建筑物94座，共使用资金3590万人民币。
一期引水渠正式开始运作后，市政设计院发现龚庄子至沙河间、渠道与雁栖河间及刘各庄附近段落河道有严重的渗漏现象；刘各庄附近的河道同时出现边坡不稳定的现象；怀柔水库至李史山段落则达不到设计流量，没有满足输水需求。因此，市政设计院于1963年9月提出了《京密引水一期续建工程初步设计》，同年12月份又提出了《京密引水一期续建工程扩大初步设计》。经过上级机关批准后，于1964年进行了修补工作，彻底废弃了几个被淤泥堵塞的涵洞，改建了寿倒虹吸和新建范各庄节制闸。

## 二期工程

### 规划

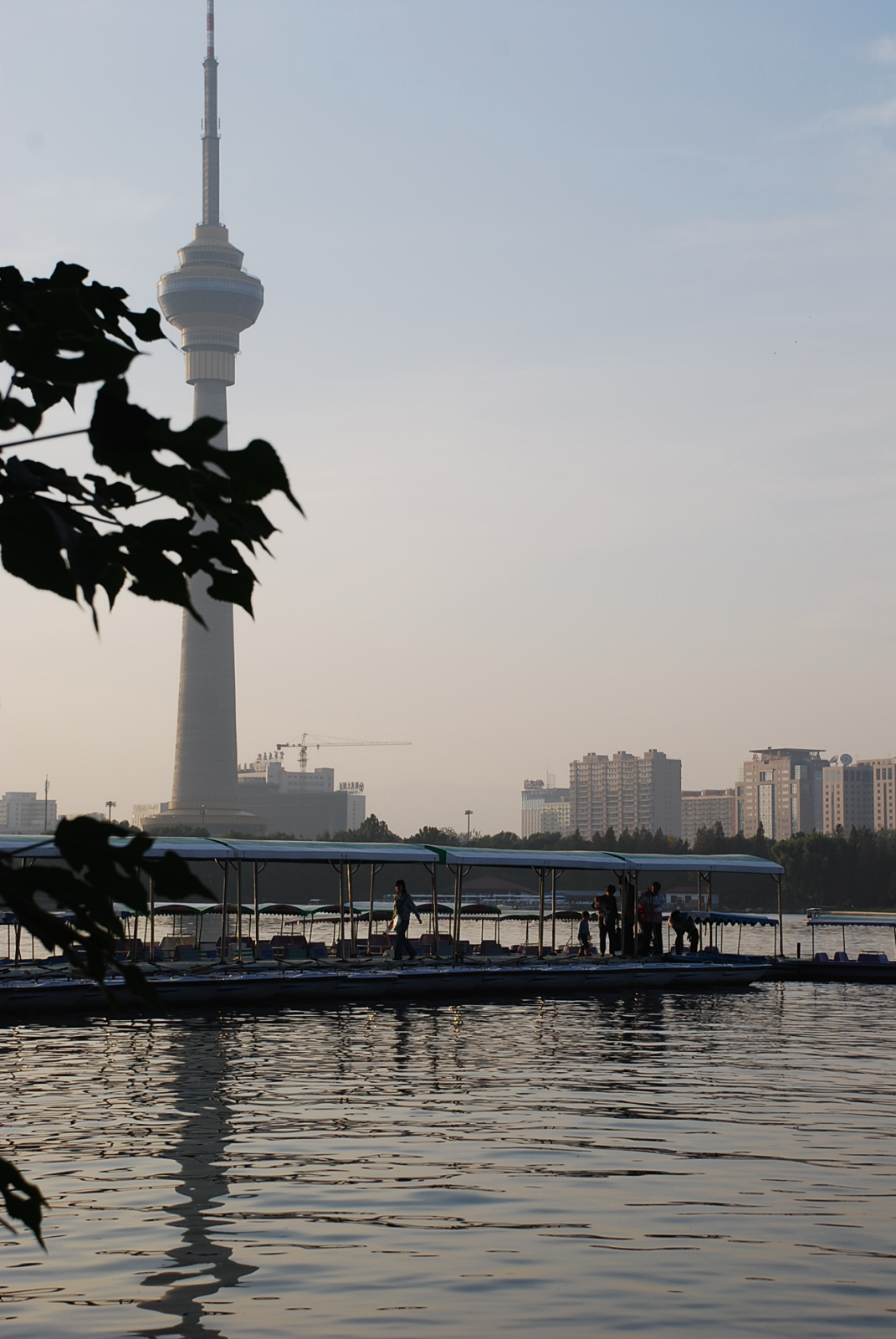
玉渊潭公园湖面景色。

京密引水渠一期工程暂停施工后，市政设计院开始对未完工的工程进行深入的研究调查，其研究重点放在了西崔村以下得东、西两个支流上。在调研期间，市政设计院曾委托北京水文地质大队对原方案中的渠道路线周围进行地质勘测。经过勘测后，水文地质大队提交了《地质勘察报告》及《初设阶段地质报告和附图》。时任北京市市委第二书记的刘仁、时任北京市副市长的万里和冯基平均研究了这些报告。1963年夏，市政府召开了研讨会，研究应选择东支线还是西支线。研讨会结束后，政府决定选择西线，其理由为虽然西线比东线长9公里，技术上也不如东线容易开凿，但西线能经过当时还属农村的昌平和海淀，有利于农业灌溉；西线可将水引进昆明湖，也有利于北京西部郊区的农业发展。
1965年，华北大旱，北京当年年降水量仅有377毫米，当时主要的供水源官厅水库蓄水量大减。到1965年9月，官厅水库仅有2.65亿立方米的水资源，而自三年困难时期结束以来，北京市工业、农业有了一定的发展，用水量急剧增加，供需矛盾开始显现出来。为此，北京市市委报告中国国务院，请求批准实施京密引水渠二期工程。北京市市委向国务院提交了《京密引水二期工程计划任务书》及《京密引水二期工程初步设计》，其预算资金为3000万元人民币。国务院接到报告后，时任中国总理的周恩来批准了北京市市委的请求，但要求要保证质量、按期完工、预算不许超过3000万元。

### 设计
二期工程渠道设计与一期工程的规划相差不多，但根据当时的情况做出了一些微调。小辛峰处本计划修筑一条长达600米的渠道，但为了避免输水后对当地居民的影响，改为从山脚下穿过。南辛村段河道原计划穿过全村，但为了避免渗漏造成房屋塌陷，新计划将渠道往东部方向移动。此段设计底宽20米，各段最大水深在2.4米至2.8米之间，为了防止雨水冲刷渠道，新设计了排水沟、集水井。设计渠道路线附近土质多为砂质粘土，需要进行衬砌工作，但由于预算限制，设计方案只对砂砾、粉细砂土质段进行局部衬砌。

### 施工

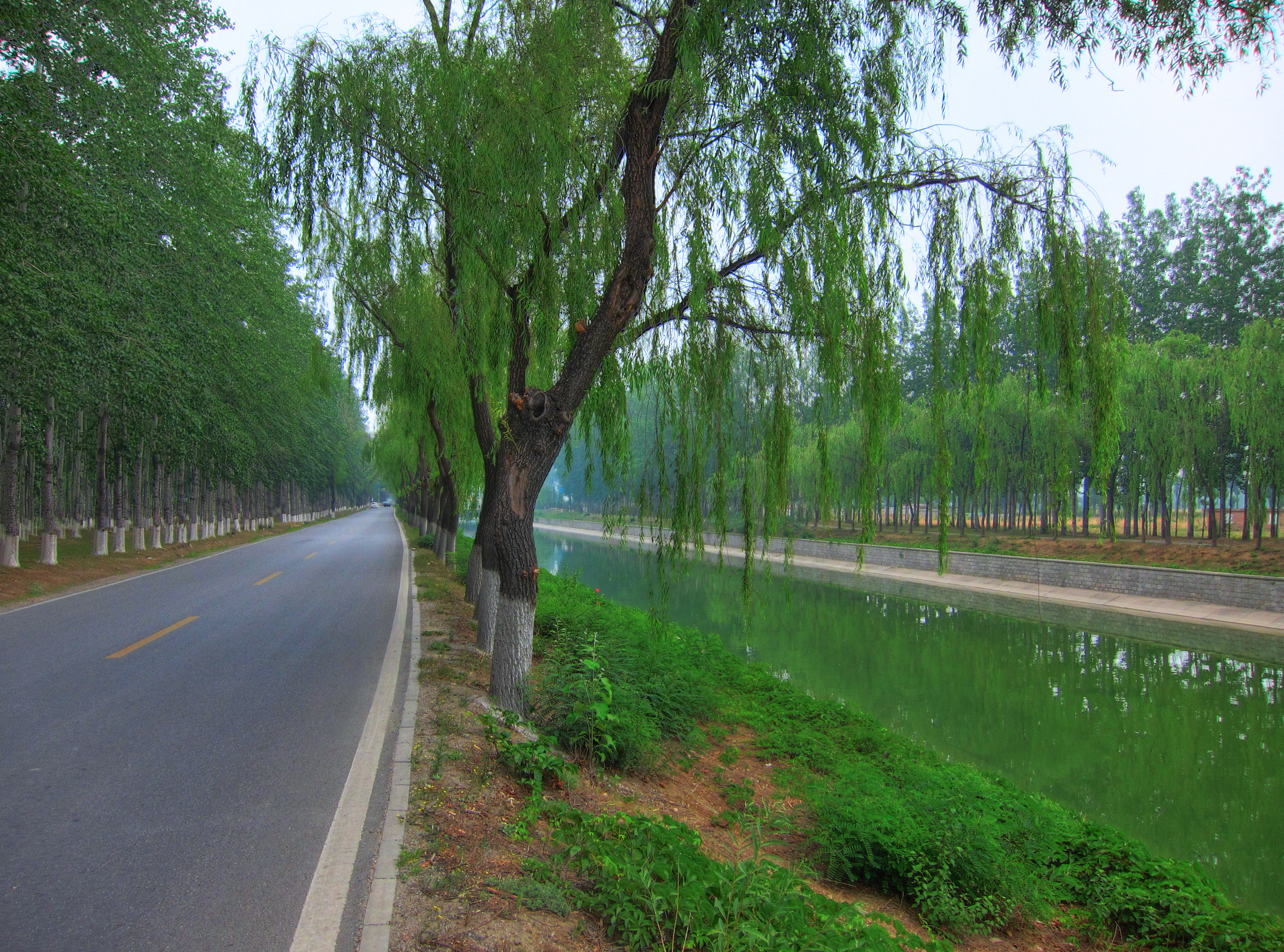
京密引水渠顺义至怀柔段。

1965年9月，京密引水工程总指挥部重新成立，总部驻于昌平县阳坊村（今昌平区阳坊镇）。北京市委书记处书记、副市长赵凡担任总指挥，市政设计院副总工程师黄震东担任设计总工程师，水利局总工程师高振奎担任施工总工程师。二期工程除了新建西崔村至昆明湖的渠道外，还包括了对原一期工程建设的渠道进行维修改善工作。总指挥部下设南段、北段两个分指挥部；昆明湖至玉渊潭段开工后，又新设昆玉段分指挥部。二期工程于1965年10月10日正式开工，参加建设施工的为北京市的6万名农民工，及参加义务劳动的中国人民解放军官兵、中央及北京市机关单位职工、北京院校师生。1965年11月中旬，昆玉段正式开工，其主要土方工程由解放军驻京部队的3000名士兵及5000名机关职工进行建设。沿引水渠各水闸等建筑物则由农民工施工。1966年4月，京密引水渠大体完工，并进行了试通水试验。同年5月，引水渠正式宣布全面竣工，共完成土石方926万立方米、建筑物299座，历时600万个工日，总投资2980万元人民币。1965年10月，对一期工程的维修改善工作正式开始。这个改善工程将怀柔水库至李史山段的输水能力从每秒40立方米提高到了每秒60立方米，李史山至西崔村从每秒20立方米提高到了每秒40立方米，并在渠道沿岸修建了排水系统和沿渠道公路。除此之外，二期工程还在一期工程建设的渠道上建设了两座公路桥，以帮助车辆横跨渠道。这个修补工程共完成土石方137万立方米、新建建筑物69座，工程总用工123万个工日。

## 南水北调来水逆向调入密云水库

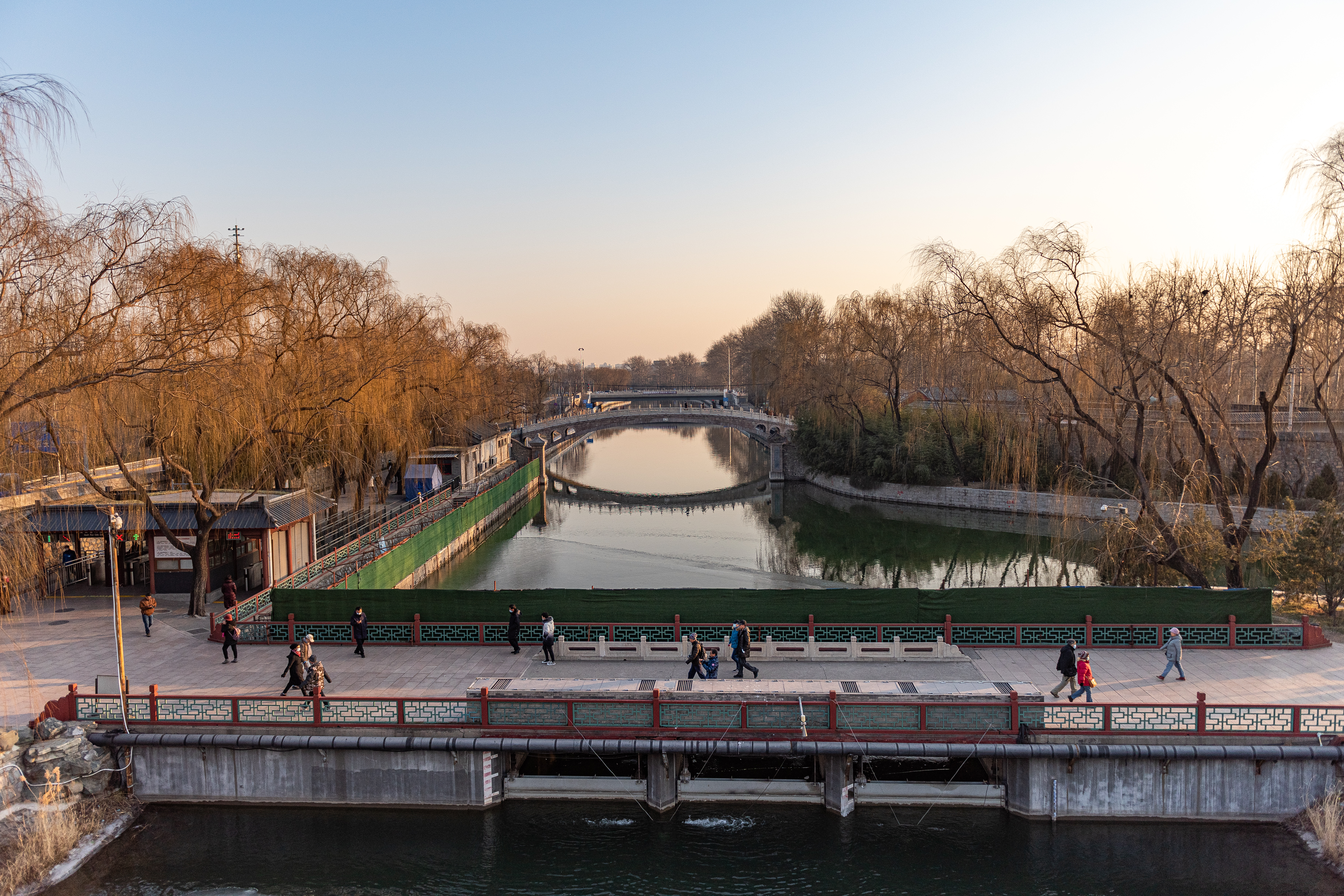
京密引水渠在颐和园南如意门绣漪桥南侧的河段

在南水北调的工程规划中，原计划在房山拒马河修建张坊水库，作为南水北调来水的在线调蓄水库，进行年际调节；与此同时，还计划采用回灌地下水进行调蓄。但是，张坊水库的修建成本巨大，需要淹没十渡景区，修建困难；如果单纯使用地下水调蓄，又因为地下水开采能力有限，而受到限制。因而规划选择了南水北调来水调入密云水库，取消张坊水库的修建。
南水北调来水调入密云水库调蓄工程（简称密云水库调蓄工程）从团城湖调节池取水，利用了京密引水渠的大部分渠道，在京密引水渠沿线的屯佃、柳林、埝头、兴寿、李史山、西台上，建设6级泵站，调入怀柔水库；在怀柔水库上游再建设郭家坞、雁栖泵站后，改为新建内径2600毫米的PCCP管道输水，经溪翁庄泵站后进入密云水库。线路总长103千米，其中新建管道22千米，其余利用京密引水渠既有渠道；总扬程149.3米。团城湖至怀柔水库段设计最大流量每秒20立方米，怀柔水库至密云水库则为每秒10立方米。调水初期，将中线沿线其他省市剩余的水量调入密云水库，以增加密云水库的水量；而远期则实现调蓄功能，调配南水北调来水。
工程于2013年开工建设。2014年12月南水北调中线工程通水，密云水库调蓄工程2015年5月进入试运行阶段。

## 环境状况

### 冰冻害
在京密引水渠二期工程及改善工程中，曾利用混凝土板、石板、粘土、塑料薄膜等材料对砾石及砂性土壤渠道进行衬砌防渗工作，工程总长约33公里。在京密引水渠投入运作后，这个衬砌防渗工程对减少水资源渗透损失上发挥了一定作用，但这也造成了此地段土质渗水性不强，土质内水分不易排出，故当冬季来临时，土壤中的水分会冻住，造成渠道两岸的混凝土板出现塌陷、崩裂、下滑等现象。根据1974年至1975年的调查，做了衬砌防渗工作的河段均出现严重冻涨现象，大部分铺设在两岸的混凝土板均因土地冻住，而遭受伤害。
1989年12月至1990年3月，京密引水渠进行冬季输水后，昆玉段的衬砌段就因土壤冻住隆起而发生“冰冻害”，致使30％左右的渠道都受到破坏。1990年5月26日至1990年6月28日，工程组吸取了山东引黄济青工程的经验，采用聚苯乙烯作为防渗材料，才解决了冻伤害的问题。

### 垃圾污染
京密引水渠虽然作为北京市首要的淡水运输线路，但一直受到不同程度的污染，一些白色垃圾和生活垃圾污染了引水渠内的淡水，还堵塞了渠道，使引水渠运力下降。京密引水渠管理处则每日清理水面上的垃圾，并在某些河段处增设防护网阻隔垃圾流向下流。昌平区环境保护局则在引水渠下游河段设置水质监控装置，并不定时抽查水质，以确保引水渠内的淡水质量合格。

### 河道的破坏与保护
自京密引水渠完工至2005年以来的几十年间，人们对京密引水渠始终没有进行过大面积的维修，这导致其年老失修，渠道冲刷严重，渠坡也很不稳定，在渠底又沉淀了大量淤泥，还生长了很多水草，极大的影响了输水能力。自2005年起，京密引水渠的输水能力从每秒40立方米降低至每秒11立方米。在2007年前后甚至一度被迫停止向北京城区输水。政府曾派遣武警官兵下渠除水草，还在渠中饲养专门吃水草的鱼类，并专门组织了打捞水草的船队，但依然无法阻止河渠的进一步老化，使之浪费了许多水资源。据统计，1990年至1999年，京密引水渠的自然蒸发量高达23%，1999年的蒸发量更达到了32.7%，使密云水库的水资源在运送到北京城区的途中不能很好的保存。2005年，政府决定对京密引水渠进行大范围的维修，维修包括了清理渠道淤泥和引水渠渠底的硬化工作。据统计，由于此次维修，京密引水渠每年可少浪费一亿立方米淡水，也使得运往北京城区的淡水均至少达到了中国二级水质标准。